# Umutsuz Ev Kadınları
Umutsuz Ev Kadınları est une série télévisée turque diffusée sur Kanal D et Fox entre le 2 octobre 2011 et le 19 juin 2014.
Déclinaison locale de la série américaine Desperate Housewives, la série est une et coproduction turcoaméricaine et a été diffusée en trois saisons et un total de 154 épisodes entre 2011 et 2014.

## Acteurs et personnages principaux
| Acteurs           | Personnages            | Saisons   | Saisons   | Saisons   | Notes |
| Acteurs           | Personnages            | Saison 1  | Saison 2  | Saison 3  | Notes |
| ----------------- | ---------------------- | --------- | --------- | --------- | ----- |
| Songül Öden       | Yasemin Anday Kalyoncu | Principal | Principal | Principal |       |
| Bennu Yıldırımlar | Nermin Seçkinoğlu      | Principal | Principal | Principal |       |
| Ceyda Düvenci     | Elif Uzun              | Principal | Principal | Principal |       |
| Özge Özder        | Emel Soylu Bingöl      | Principal | Principal | Principal |       |
| Evrim Solmaz      | Zeliş Taşdelen         | Principal | Principal |           |       |
| Deniz Uğur        | Gülşah Taşdelen        |           | Principal | Principal |       |